# چقاکلب‌علی
چقاکلب‌علی، روستایی از توابع بخش ماهیدشت شهرستان کرمانشاه در استان کرمانشاه ایران است. مردم این روستا به پرورش زنبور عسل مشغول هستند.

## جمعیت
این روستا در دهستان ماهیدشت قرار دارد و بر پایه سرشماری مرکز آمار ایران در سال ۱۳۸۵، جمعیت آن ۳۳۹ نفر (۷۰خانوار) بوده‌است.